# Dany Chamoun
Dany Chamoun (en árabe: داني شمعون; 26 de agosto de 1934 – 21 de octubre de 1990) fue un prominente político libanés. Un cristiano católico maronita, era hijo del expresidente del Líbano, Camille Chamoun, y hermano menor de Dory Chamoun.

## Biografía

### Primeros años y educación
Dany Chamoun nació en Deir el Qamar un 26 de agosto de 1934. Era el hijo menor de Camille Chamoun. Estudió ingeniería civil en el Reino Unido en la Universidad de Loughborough.

### Carrera política y la guerra civil libanesa
En 1975, se convirtió en secretario de Defensa del partido de su padre, el Partido Nacional Liberal (PNL, o conocidos como Al-Ahrar) tras la muerte de su predecesor, Naim Berdkan. Fundó la Milicia de los Tigres (Noumour al-Ahrar en árabe), ala militar del PNL y fue el comandante supremo de este, y jugó un papel importante en la guerra civil libanesa hasta 1980.
En dicho año, la rivalidad entre el Frente Libanés de Bashir Gemayel y las Falanges Libanesas contra los Tigres del PNL causa la Masacre de Safra el 7 de julio, que fue un ataque sorpresa dirigido por las Falanges para intentar consolidar a todas las milicias cristianas en un solo grupo, las Fuerzas Libanesas. Las Falanges y el Frente Libanés tomaron por sorpresa a los Tigres mientras estaban desarmados y mataron a 83 miembros del PNL, después de esto, para evitar más derramamiento de sangre, Camille Chamoun decidió disolver a Los Tigres. Se le perdonó la vida a Chamoun y huyó a Beirut occidental, dominado por las milicias musulmanas sunitas. Luego se fue al exilio autoimpuesto y luego dejó la política por un corto tiempo.
Como su padre, Dany Chamoun apoyaba la causa cristiana en el Líbano. Fue secretario general del Partido Nacional Liberal de 1983 a 1985, luego reemplazó a su padre, fallecido el 7 de agosto de 1987, al frente del partido. En 1988, reformó y se convirtió en presidente de un nuevo Frente Libanés, coalición de partidos cristianos y nacionalistas que su padre ayudó a fundar antes de fallecer. El mismo año, es candidato a las elecciones presidenciales para suceder a Amin Gemayel, hermano de Bashir Gemayel, pero Siria, que tenía influencia en Líbano, vetó su candidatura.
El mandato de Amin Gemayel terminó el 23 de septiembre de 1988 sin la elección de un sucesor. Chamoun declaró su firme apoyo a Michel Aoun, quien había sido designado por el presidente saliente para dirigir una administración interina y pasó a dirigir uno de los dos gobiernos rivales que lucharon por el poder durante los próximos dos años. El Acuerdo de Taif, que no solo otorgó a la comunidad musulmana una mayor parte de poder de lo que habían disfrutado anteriormente, sino que, en opinión de Chamoun, formalizó más seriamente lo que él veía como la relación amo-sirviente entre Siria y Líbano, y se negó a reconocer al nuevo gobierno de Elias Hrawi, elegido en virtud del Acuerdo de Taif.
Durante la guerra entre el ejército libanés bajo el mando del general Michel Aoun y la milicia de las Fuerzas Libanesas en 1990, Dany Chamoun apoyó al general Aoun. En conflicto con Samir Geagea, jefe de la milicia de las Fuerzas Libanesas, se retiró del Frente Libanés y formó con antiguos miembros el nuevo Frente Libanés que apoyaba al General Aoun. 

## Muerte
El 21 de octubre de 1990, Chamoun, su esposa Ingrid Abdelnour (de 45 años) y sus dos hijos Tarek Chamoun (de 7 años) y Julian (de 5 años) fueron asesinados en su casa. En 1994, el estado arrestó a su ex rival Samir Geagea, quien fue acusado de este asesinato y pasó once años en prisión por diversos cargos. Las investigaciones llevaron a que Geagea fuera condenado a cadena perpetua. Este veredicto es rechazado por una parte de la opinión pública libanesa y por el hermano de Dany, Dory Chamoun, quien reemplazó a su hermano Dany en el partido, y dijo públicamente en 2005 que creía que las pruebas contra Geagea, su nuevo aliado en la alianza del 14 de marzo, no eran suficientes. También declaró que el ejército de ocupación sirio era responsable de la masacre. Geagea fue liberado como parte de una política conjunta de reconciliación nacional, después de la salida de Siria.
Dany Chamoun tiene dos hijas que sobrevivieron al asesinato, incluida su hija mayor, Tracy Chamoun.